# Rickard Castefjord
Rickard Castefjord (född  16 januari, 1968, i Katrineholm som Jan Rickard Larsson) är en svensk skådespelare, producent och stuntman.

## Filmografi (urval)

### Film
- 2003 – Dream team
- 2004 – Drömfilm 1
- 2005 – Extra ordinary rendition
- 2005 – Vit Nova
- 2005 – Hemligheten
- 2006 – Hundar och alkohol
- 2006 – Livet är en fest
- 2006 – Weekend
- 2006 – PAPOLA
- 2006 – Sthlm Café
- 2006 – Trigger
- 2006 – Död vid ankomst
- 2006 – Den eviga skyddsängeln
- 2006 – Asyl
- 2007 – No Sthlm Syndrome
- 2007 – Mr Swedish Man
- 2007 – Cho Bre (Kom då)
- 2008 – Död vid ankomst
- 2009 – SKILLS
- 2009 – Fallet

2013  - 7X / Seven bullets

### TV
- 1998 – Nya tider
- 2004 – Codename: Aphrodite
- 2005 – Kommissionen
- 2007 – Labyrint
- 2007 – Sanningen om Marika
- 2007 – Julkalendern
- 2008 – Inga Lindström

## Regi och producent

### Teater
- 1989 - Björnen av Tjechov  (Melbourne)
- 2001 - Carmen

### Film & TV
- 2004 – AMOR "De älskande" Trilogi i kärlek
- 2004 – ZONEN
- 2006 – C.A.P Filmpoliserna (i samarbete med den svenska polisen)

### Fotnoter
1. ↑  ”Rickard Castefjord”. Svensk Filmdatabas. http://www.sfi.se/sv/svensk-filmdatabas/Item/?type=PERSON&itemid=319007&ref=%2ftemplates%2fSwedishFilmSearchResult.aspx%3fid%3d1225%26epslanguage%3dsv%26searchword%3dRickard+Castefjord%26type%3dPerson%26match%3dBegin%26page%3d1%26prom%3dFalse. Läst 19 februari 2013.